# Білі піски (фільм)
«Білі піски» (англ. White Sands) — американський кримінальний трилер 1992 року режисера Роджера Дональдсона з Віллемом Дефо, Мері Елізабет Мастрантоніо, Семюелем Л. Джексоном і Міккі Рурком у головних ролях.

## Синопсис
Рей Доулзел, заступник шерифа округу Торранс, штат Нью-Мексико, знаходить у пустелі тіло з валізою та 500 000 доларів. Він видає себе за цього чоловіка і натрапляє на розслідування ФБР.

## У ролях
| Актор                      | Роль             |
| -------------------------- | ---------------- |
| Віллем Дефо                | Рей Доулзел      |
| Мікі Рурк                  | Горман Леннокс   |
| Мері Елізабет Мастрантоніо | Лейн Бодін       |
| Семюел Лірой Джексон       | Грег Мікер       |
| Майкл Еммет Волш           | Берт Гібсон      |
| Джеймс Ребгорн             | агент Флінн      |
| Мойра Тірні                | Норін            |
| Бет Ґрант                  | Роз Кінкейд      |
| Мімі Роджерс               | Моллі Доулзел    |
| Фред Томпсон               | торговець зброєю |

## Зовнішні посилання
- White Sands на сайті IMDb (англ.)